# 1037
| 1037               |
| ------------------ |
| Dødsfald - Fødsler |
|                    |

| Gregoriansk kalender | 1037 MXXXVII            |
| Ab urbe condita      | 1790                    |
| Armensk kalender     | 486 ԹՎ ՆՁԶ              |
| Kinesiske kalender   | 3733 – 3734 丙子 – 丁丑 |
| Etiopisk kalender    | 1029 – 1030             |
| Jødisk kalender      | 4797 – 4798             |
| Hindukalendere       |                         |
| - Vikram Samvat      | 1092 – 1093             |
| - Shaka Samvat       | 959 – 960               |
| - Kali Yuga          | 4138 – 4139             |
| Iransk kalender      | 415 – 416               |
| Islamisk kalender    | 428 – 429               |

Konge i Danmark: Knud 3. Hardeknud 1035-1042
Se også 1037 (tal)